# Екстремни правила (2015)
Екстремни правила (2015) е професионален кеч турнир на Световна федерация по кеч.
Той се провежда на Allstate Arena на „Allstate Arena“ в с. Роузмънт (предградие на Чикаго), Илинойс на 26 април 2015 г. Това е седмият пореден турнир под името „Екстремни правила“.
Екстремни правила (2015) включва професионални кеч мачове, включващи различни кечисти от предварително съществуващи сценарист вражди, и сюжетни линии, които играят върху първични телевизионни програми на RAW и SmackDown. Кечистите ще представят герои или злодеи, тъй като те следват поредица от събития, които изграждат напрежение, и завършва с мач по борба или серия от мачове.

## Мачове
| #                                                                                       | Мач                                                                                              | Правила | Време |
| --------------------------------------------------------------------------------------- | ------------------------------------------------------------------------------------------------ | --- | ----- |
| 1P                                                                                      | Невил победи Лошата новина Барет                                                                 | Сингъл мач | 10:36 |
| 2                                                                                       | Дийн Амброус победи Люк Харпър                                                                   | Чикаго уличен бой | 56:10 |
| 3                                                                                       | Долф Зиглър победи Шеймъс                                                                        | Целуни ми задника мач                                                                                                   | 9:06  |
| 4                                                                                       | Нов Ден (Големия И и Кофи Кингстън) (с Хавиер Уудс) победиха Тайсън Кид и Сезаро (с Наталия) (ш) | Отборен мач за Отборните титли на Федерацията                                                                           | 9:47  |
| 5                                                                                       | Джон Сина (ш) победи Русев (с Лана)                                                              | Руска верига мач за Титлата на Съединените щати                                                                         | 13:35 |
| 6                                                                                       | Ники Бела (ш) (с Бри Бела) победи Наоми                                                          | Сингъл мач за Титлата на дивите                                                                                         | 7:18  |
| 7                                                                                       | Роман Рейнс победи Грамадата                                                                     | Последния оцелял мач | 19:46 |
| 8                                                                                       | Сет Ролинс (ш) победи Ренди Ортън чрез бягство от клетката                                       | Стоманена клетка мач за Световната титла в тежка категория на Федерацията с RKO е забранен и Кейн като Пазач на портата | 21:02 |
| - (ш) – указва шампиона/шампионите в мача - P – показва, че мача е преди шоуто/Pre Show |                                                                                                  | |       |